# Wikingowie (film)
Wikingowie (ang. The Vikings) – amerykański film przygodowy z 1958 roku. Adaptacja powieści Edisona Marshalla.

## Opis fabuły
Dwaj mężni wojownicy Eric i Einar rywalizują o tron brytyjskiej Northumbrii. Jeden jest wodzem wikingów, a drugi jego byłym niewolnikiem. Oprócz tronu staje między nimi piękna kobieta. Obaj mężczyźni nie wiedzą że w rzeczywistości są braćmi.

## Obsada
- Tony Curtis – Eric
- Kirk Douglas – Einar
- Frank Thring – Aella
- Dandy Nichols – Bridget
- Edric Connor – Sandpiper
- Eileen Way – Kitala
- Maxine Audley – Enid
- Alexander Knox – ojciec Godwin
- James Donald – Egbert
- Janet Leigh – Morgana
- Ernest Borgnine – Ragnar
- Per Buckhøj – Bjorn